# Ситово (община, Силистренская область)
Ситово (болг. Община Ситово) — община в Болгарии. Входит в состав Силистренской области. Население составляет 7456 человек (на 21.07.05 г.).

## Состав общины
В состав общины входят следующие населённые пункты:
1. Босна
2. Гарван
3. Добротица
4. Ирник
5. Искра
6. Любен
7. Нова-Попина
8. Поляна
9. Попина
10. Ситово
11. Слатина
12. Ястребна